# Limenitis lanilla
Limenitis lanilla är en fjärilsart som beskrevs av Hans Fruhstorfer 1915. Limenitis lanilla ingår i släktet Limenitis och familjen praktfjärilar. Inga underarter finns listade i Catalogue of Life.